# Cattedrale di Santa Margherita
Il duomo di Montefiascone, noto come cattedrale di Santa Margherita è intitolato a Margherita di Antiochia, patrona della città.
La sua cupola, dai 27 metri di diametro è una delle più grandi d'Italia, riconoscibile da quasi tutte le località della Tuscia e della provincia di Viterbo.
Nel febbraio del 1943 papa Pio XII elevò la cattedrale alla dignità di basilica minore.

## Storia

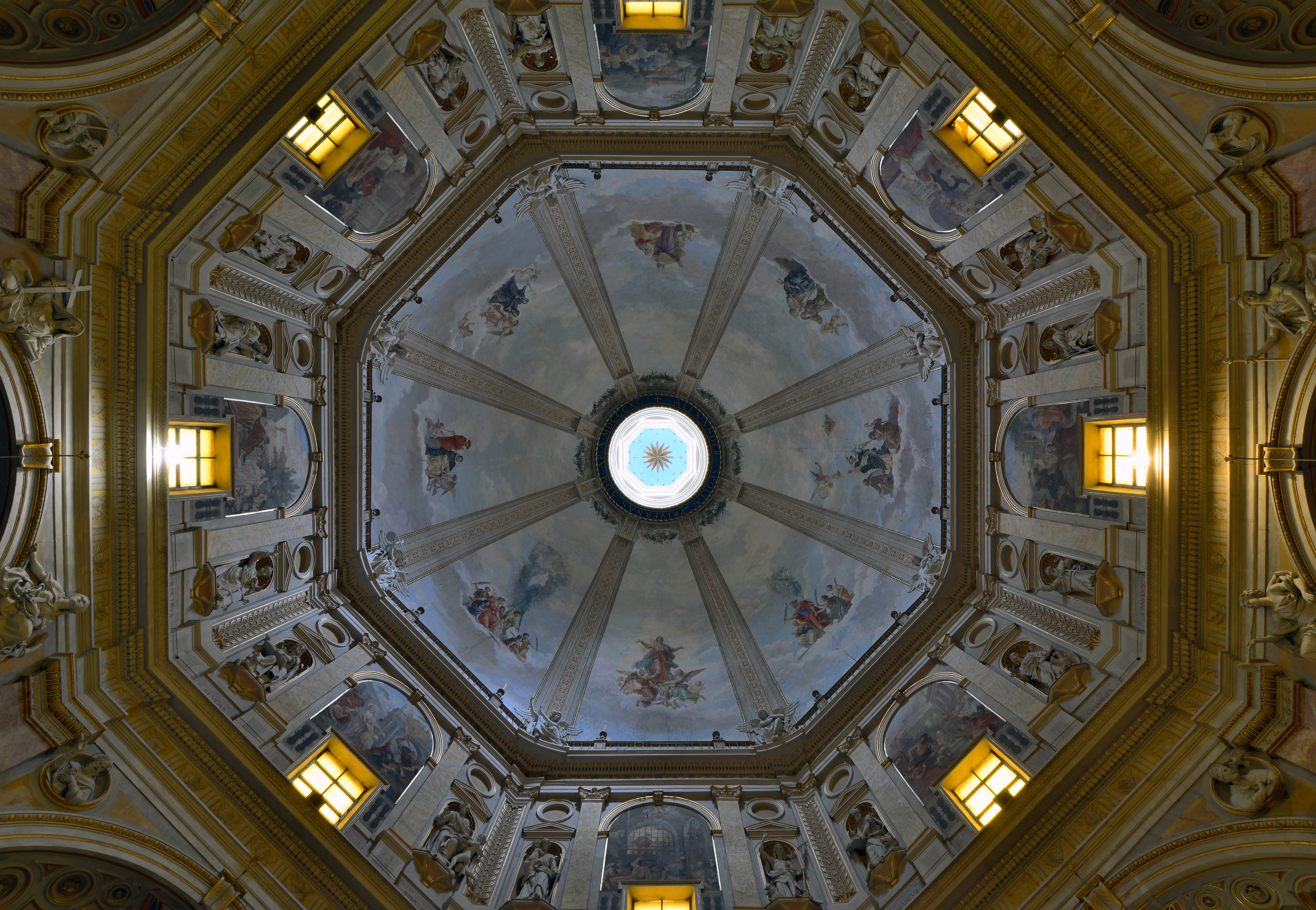
L'interno della cupola.

La cattedrale venne costruita quando il papa Urbano V istituì la diocesi di Montefiascone; la chiesa essendo la più centrale e la più frequentata fu scelta per essere elevata a ruolo di cattedrale.
L'edificazione dalla cripta fino al tamburo tra il ‘400 e il 500, è opera dell'architetto veronese Michele Sammicheli con la probabile collaborazione di Antonio da Sangallo il Giovane. Venne ideato un edificio a due livelli con la chiesa inferiore, al suo interno è ancora ospitante le reliquie di Santa Lucia Filippini e le spoglie del cardinale Marco Antonio Barbarigo, e la chiesa superiore sempre progettata dal Sammicheli. I lavori, per motivi economici, si fermarono al tamburo della cattedrale, coprendola a tetto.
L'edificazione della cupola si verifica durante il 1670 a causa di un terribile incendio durante la notte del venerdì Santo che distrusse il tetto della cattedrale e parte del suo interno.
I lavori furono affidati a Carlo Fontana che modificò il disegno originale realizzando una cupola più vicina alle esigenze estetiche del proprio tempo, donando a Montefiascone una cupola costolonata e con evidenti scanalature che avrebbe caratterizzato il panorama del paese in maniera determinante; la nuova cupola venne inaugurata il 16 dicembre 1674.
Le torri campanarie e la facciata furono progettate dell'architetto Paolo Gazola e realizzate modo molto semplice: gli elementi di decorazione sono le statue di San Flaviano e di Santa Margherita, patroni di Montefiascone, e un timpano classico, sorretto da colonne ioniche e sormontate dallo stemma del cardinal Macchi.
Degni di nota sono la statua marmorea e le spoglie di Santa Margherita di Antiochia e un raffinato crocifisso ligneo.